# Залізнична лінія Львів — Здолбунів
Залізнична лінія Львів — Здолбунів — одна з основних ліній Укрзалізниці. Пролягає від Львова в північно-східному напрямку через Броди до Здолбунова, міста в Рівненській області. Крім того, є відгалуження до Кременця та Мізоча, усі лінії мають колію 1520 м, основна лінія є двоколійною та електрифікованою, відгалуження одноколійні та не електрифіковані. Компанією керує Укрзалізниця, зокрема Львівська залізниця.

## Історія
Південно-західна частина нинішньої залізничної лінії між Львовом і Бродами (86 кілометрів) була відкрита для руху 12 липня 1869 р. як Галицька залізниця імені Карла Людвіга. Лінія, яка тоді розташовувалася в австрійській Галичині, була ліцензована ще 15 травня 1867 року.
На підросійській території будівництво лінії Бердичів — Радивилів Києво-Берестейської залізниці було завершено 1874 року. Хоча рух до кордону був можливим з австрійської сторони ще з 28 серпня 1873 року. Паралельно дві колії (європейська колія 1435 мм і російська широка колія 1520 мм) йшли до наступної прикордонної станції.
Дві гілки до тодішнього Кременця (1896) та до цукрового заводу в Мізочі також були побудовані Російською залізницею до першої світовової війни та існують й донині.
Після закінчення Першої світової війни лінію обслуговувала Польська державна залізниця (пол. Polskie Koleje Państwowe), яка перевела російські ширококолійні лінії на європейську колію та об'єднала дві залізничні лінії, в 1939 році вона мала назву Львів — Красне — Здолбунів з номером 405.
У результаті окупації Східної Польщі Радянським Союзом незабаром після початку Другої світової війни в 1939 році залізнична лінія стала складовою радянської залізниці. відразу ж розпочалося переоснащення окремих ліній на широку колію (1520 мм), але це було зупинено в результаті нападу Німеччини на Радянський Союз у червні 1941 року. Після окупації залізнична лінія увійшла до складу Східної залізниці Великого Рейху. Маршрут Лемберг — Красне — Броди отримав номер 535.
Після закінчення війни лінія була повернута Радянською залізницею, яка перевела всю лінію на широку колію та інтегрувала її в свою мережу, яку з 1991 року входить до складу Української залізниці.